# Hinduismo
Se denomina hinduismo a una religión dhármica o índica muy practicada en el sur de Asia, conformada por diferentes denominaciones religiosas hinduistas. Si se la considera una sola religión, el hinduismo sería la religión más antigua de la historia[cita requerida] y la tercera religión más grande del mundo, con unos 1200 millones de seguidores, es decir el 15 % de la población mundial, conocidos con el genérico «hinduistas».
La palabra «hindú» está basada en el exónimo (es decir, el nombre extranjero de un topónimo) Sindhu, que es el nombre que los persas le daban al río Indo, que hacía de frontera entre Persia y el Indostán.
Según sus creyentes, es la religión más antigua del mundo (Sanātana dharma o Sanatana dharma (सनातन धर्म), que significa ‘religión eterna’). El término se entiende como la condensación en una sola tradición espiritual del brahmanismo, el vedismo, y la religión protoindoeuropea y protoindoirania. 
Un endónimo incorrecto es vaidika dharma, (‘religión védica’), porque el vedismo fue una religión previa con la que el hinduismo guarda muchas diferencias teológicas.También se le denomina hindu dharma (en hindí: हिन्दू धर्म).
Los académicos consideran al hinduismo como una fusión o síntesis de varias culturas y tradiciones indias, con diversas raíces y sin fundador. El hinduismo es un sistema de pensamiento diverso marcado por una serie de doctrinas y conceptos compartidos, rituales, sistemas cosmológicos, lugares de peregrinación y fuentes textuales compartidas que tratan de teología, metafísica, mitología, yajña védica, yoga, rituales agámicos y construcción de templos, entre otros temas.
Entre los temas prominentes de las creencias hinduistas figuran los cuatro puruṣārthas, las metas u objetivos propios de la vida humana, a saber: dharma (ética/deberes), artha (prosperidad/trabajo), kāma (deseos/pasiones) y mokṣa (liberación/libertad de las pasiones y del ciclo de muerte y renacimiento), así como karma (acción, intención y consecuencias) y saṃsāra (ciclo de muerte y renacimiento). El hinduismo prescribe los deberes eternos, como la honradez, abstenerse de herir a los seres vivos (ahiṃsā), la paciencia, el autocontrol, la virtud y la compasión, entre otros.
Las prácticas hinduistas incluyen el culto (puya), los rituales de fuego (joma/javan), las recitaciones (pravachan), la devoción (bhakti), el canto (yapa), la meditación (dhyāna), el sacrificio (yajña), la caridad (dāna), el servicio desinteresado (sevā), el homenaje a los antepasados (śrāddha), los ritos de paso orientados a la familia, los festivales anuales y las peregrinaciones ocasionales (yatra). Junto con la práctica de diversos yogas, algunos hinduistas abandonan su mundo social y sus posesiones materiales y se dedican al sannyasa (monasticismo) de por vida para alcanzar mokṣa.
El hinduismo temprano comenzó a desarrollarse entre el año 500 y el 300 antes de nuestra era, siguiendo las pautas de la religión védica (que existió entre el 1500 y el 700 a. C).
Los textos hinduistas se clasifican en Śruti (‘lo oído’ directo de los dioses) y Smṛti (‘lo recordado’, la tradición), cuyas principales escrituras son los Vedas, los Upanisades, los Puranas, el Mahabharata, el Ramaiana y los Āgamas.
En el hinduismo hay seis doctrinas āstika (que reconocen la autoridad de los Vedas):
- Mīmāṃsā
- Nyāya
- Sāṃkhya
- Vaiśeṣika
- Vedānta y
- Yoga.[28][29][30]

Mientras que la cronología puránica (una cronología de la historia india basada en el Mahabharata, el Ramaiana y los Puranas) presenta una genealogía de miles de años, que comienza con los ṛṣis védicos, los estudiosos consideran el hinduismo como una fusión o síntesis de la ortopraxis brahmánica con diversas culturas indias, que tiene raíces diversas y ningún fundador específico. Esta síntesis hinduista surgió después del período védico, entre el 500 a. C. y el 300 d. C., en el período de la segunda urbanización y el primer período clásico del hinduismo, cuando se compusieron las epopeyas y los primeros Purānas. Floreció en el período medieval, con el declive del budismo en la India.
En la actualidad, las cuatro principales denominaciones en el hinduismo son:
- el visnuismo o vaishnavismo,
- el shivaísmo,
- el shaktismo y
- la tradición smarta.

Las fuentes de autoridad (los textos hinduistas) desempeñan un papel importante, pero también existe una fuerte tradición hinduista de cuestionar la autoridad para profundizar en la comprensión de estas verdades y seguir desarrollando la tradición.
El hinduismo es la fe más profesada en India, Nepal, Mauricio y Bali (Indonesia). Hay un número importante de comunidades hinduistas en otros países del sur de Asia, en el Sudeste Asiático, en el Caribe, los países del Golfo, Norteamérica, Europa, Oceanía, África y otras regiones.

## Etimología
La palabra hindú deriva de sindhu, el término persa para referirse a los que vivían más allá del río Sindhu (el río Indo). Es probable que esa palabra evolucionara por influencia del árabe en hindu o khindu (pronunciado [jindu]). El término hinduismo aparece entre 1816 y 1817, acuñado por Ram Mohan Roy para referirse a las prácticas religiosas y espirituales de la India que no fueran el budismo y el jainismo y fue pronto adquirido por nacionalistas indios que se oponían al colonialismo británico y buscaban diferenciarse. Antes de que los británicos empezaran a categorizar a sus súbditos según la religión, no solía haber una distinción clara; sin embargo se utilizó el término hinduismo para referirse a todo aquel que no siguiera una religión abrahámica (en particular el Islam, la primera minoría religiosa en India y el cristianismo que profesaban los británicos) y el budismo que, aunque originario de India, se había difundido por el mundo. Así, algunos consideran que hinduismo es un término paraguas que abarca múltiples tradiciones e incluso distintas religiones juntas, siempre que sean índicas. No obstante es innegable que millones de personas se identifican como hinduistas.
Según la Real Academia Española, la palabra «hindú» (en español) proviene del francés «hindou» (/indú/). Proviene del idioma persa «hindú», que era la manera en que los persas pronunciaban el nombre del río Sindhu (llamado río Indo en español), antigua frontera entre Persia y el Indostán.
El término hinduista se aplica tanto a quienes practican alguna de las religiones del hinduismo como a quienes forman parte de la cultura vinculada a esta tradición. El hecho de que la mayoría de la población de la India profese el hinduismo, junto con el deseo de evitar la ambigüedad del gentilicio indio (utilizado también de modo incorrecto para designar a los indígenas del continente americano) explica que desde su introducción al idioma español ―en el último tercio del siglo XIX― se haya usado «hindú» para designar a los naturales de la India.
Este uso extensivo de hindú se admite en contextos en que no exista riesgo de confusión con su sentido religioso. Se tiende a utilizar el término hindú e hinduista en su sentido de ‘creyente en la religión hinduista’, e indio como ‘ciudadano de la República de la India’ (aunque esto genera confusión con los pueblos originarios de América, llamados indios).

## Localización
Los hinduistas son mayoritarios en:
- Bali (Indonesia): 93,1 %.
- Nepal: 81,3 %.[39]
- India: 80,5 %.[40]
- Mauricio: 54,0 %.

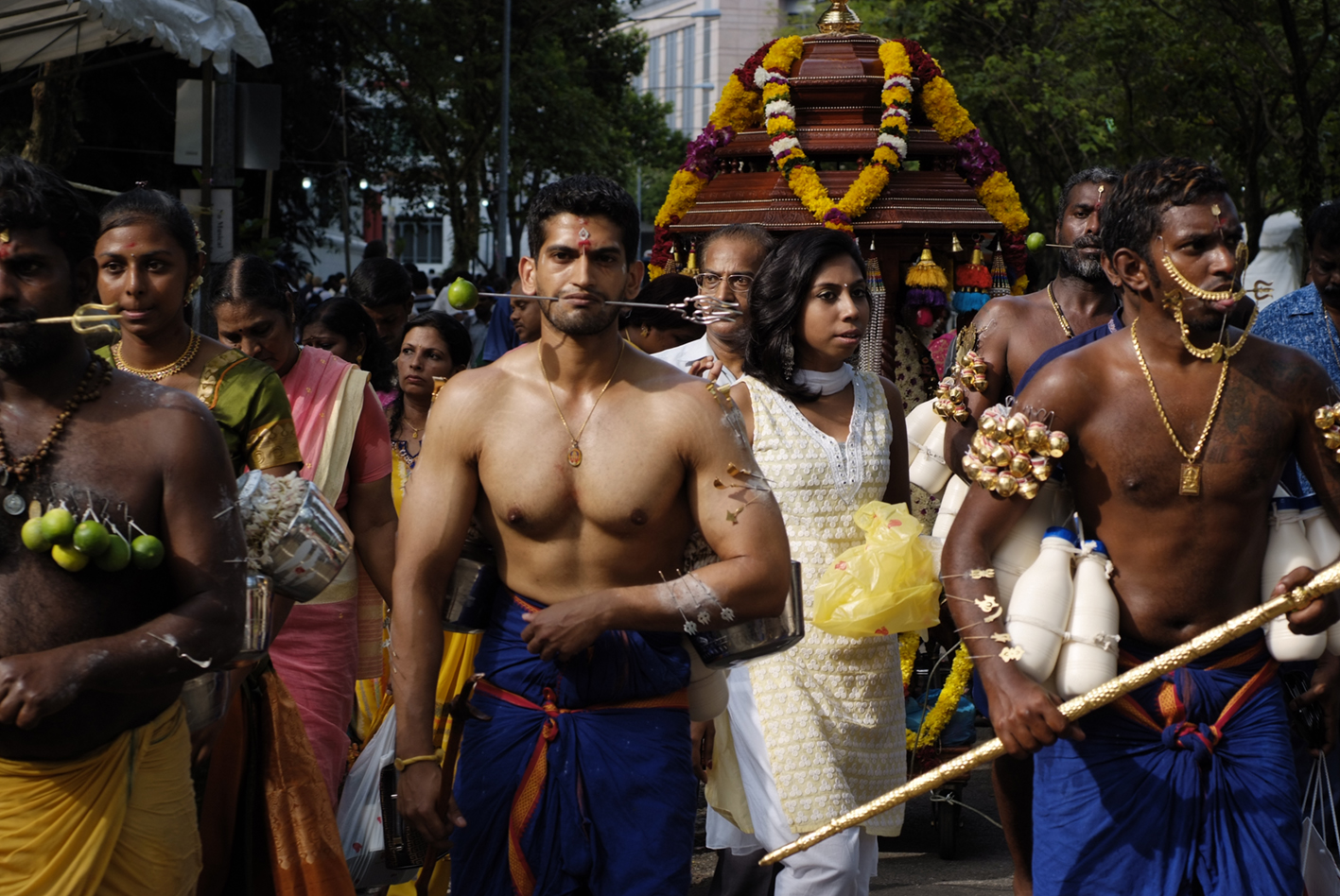
Thaipusam (Singapur).

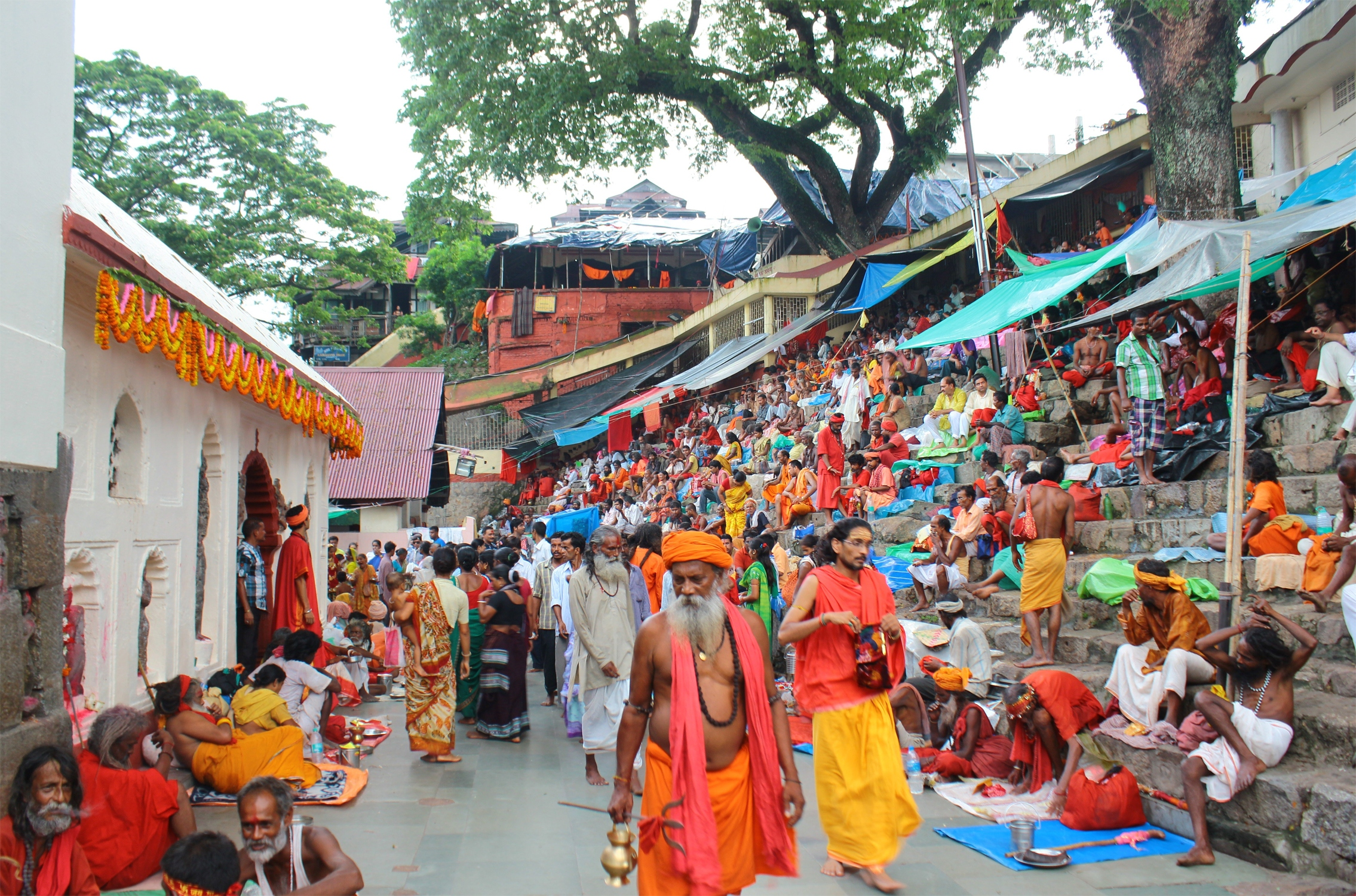
Procesión de ascetas (sadhus) en el templo de Kamakhia (India).

Tras la independencia de India y la división del subcontinente indio en territorios de mayoría hinduista y musulmana, se formó el Estado de Pakistán para la población islámica, pero permanecieron en él importantes minorías hinduistas. Tras la secesión de Pakistán Oriental (actual Bangladés), la antigua colonia británica quedó dividida en tres Estados. En Bangladés la minoría hinduista es mucho mayor que en Pakistán y desde la independencia del país en 1971 se han suscitado actos violentos en su contra ―como contra budistas, cristianos y animistas―, hasta el extremo de haber desaparecido de las estadísticas tres millones de bangladesíes (en su inmensa mayoría, hinduistas).
Hay un número importante de adeptos hinduistas en Afganistán (donde durante el régimen talibán fueron forzados a usar un distintivo), Bután, Birmania, Camboya, Indonesia, Malasia, Sri Lanka, Fiyi y Tailandia. En Occidente, hay hinduistas en casi toda Europa Occidental, la mayoría en Gran Bretaña, y también en Estados Unidos. Son importantes en países como Guyana o Surinam en Sudamérica, donde constituyen un porcentaje significante de la población debido a las migraciones en los siglos 19 y 20. Existen minorías hinduistas en países latinoamericanos, muy notables en Panamá y Trinidad y Tobago.

## Mezcla de culturas
El hinduismo incluye una diversidad de ideas sobre la espiritualidad y las tradiciones, pero no tiene una orden eclesiástica, ni autoridad religiosa, ni tipo alguno de gobierno, ni profetas y tampoco está sujeto a un libro sagrado (al menos no que incluyan a todas sus denominaciones). Los hinduistas pueden ser politeístas, panteístas, monoteístas, agnósticos e incluso ateos o humanistas. Debido a la amplia gama de tradiciones e ideas que cubre el hinduismo llegar a una total definición comprensible es difícil. El hinduismo puede catalogarse como una religión, una tradición religiosa, un conjunto de creencias religiosas, o una forma de vida. En Occidente se le denomina como religión, pero en la India se prefiere el término dharma, pues es un término más amplio que el de religión.
El hinduismo no tiene un fundador, tratándose de varias religiones interrelacionadas a las que se aplica el nombre; un conjunto de creencias metafísicas, religiosas, cultos, costumbres y rituales que conforman una tradición, en la que no existen ni órdenes sacerdotales que establezcan un dogma único, ni una organización central.A nivel filosófico, se separa a las tradiciones indias en "ástika" y "nástika" (ortodoxas y heterodoxas), siendo las últimas correspondientes a algunas religiones como el budismo o el jainismo (por tanto siendo usadas por algunos como método de diferenciación).
Se trata más bien de un conglomerado de creencias procedentes de pueblos de diferentes regiones, junto con las que trajeron los arios que se establecieron en la cuenca del río Ganges, y que fueron escritas a manera de revelaciones en los diversos escritos védicos y otros libros sagrados hinduistas.
Muchos hinduistas llaman a esta tradición religiosa sanātana dharma (‘religión eterna’, en idioma sánscrito), porque creen que no tiene principio ni tendrá fin. Según ellos, ha existido durante más de 5000 años, y consideran el hinduismo como la tradición religiosa más antigua del mundo.
A pesar de las evidencias históricas, los hinduistas afirman que ellos no han perseguido a ninguna persona de otra religión, y ―al contrario― han sido muy perseguidos por otros. La evidencia histórica afirma que los musulmanes no perseguían a las personas por sus ideas o religiones. Sin embargo, los hinduistas afirman ―sin aportar evidencia historiográfica― que los musulmanes mataron hasta 400 millones de hinduistas y los convirtieron por la fuerza al islamismo o los esclavizaron.
Los prejuicios coloniales en las descripciones de la historia india y la historia discriminatoria y eurocéntrica del hinduismo todavía están presentes debido a la falta de representación hinduista entre los eruditos occidentales que estudian el hinduismo.

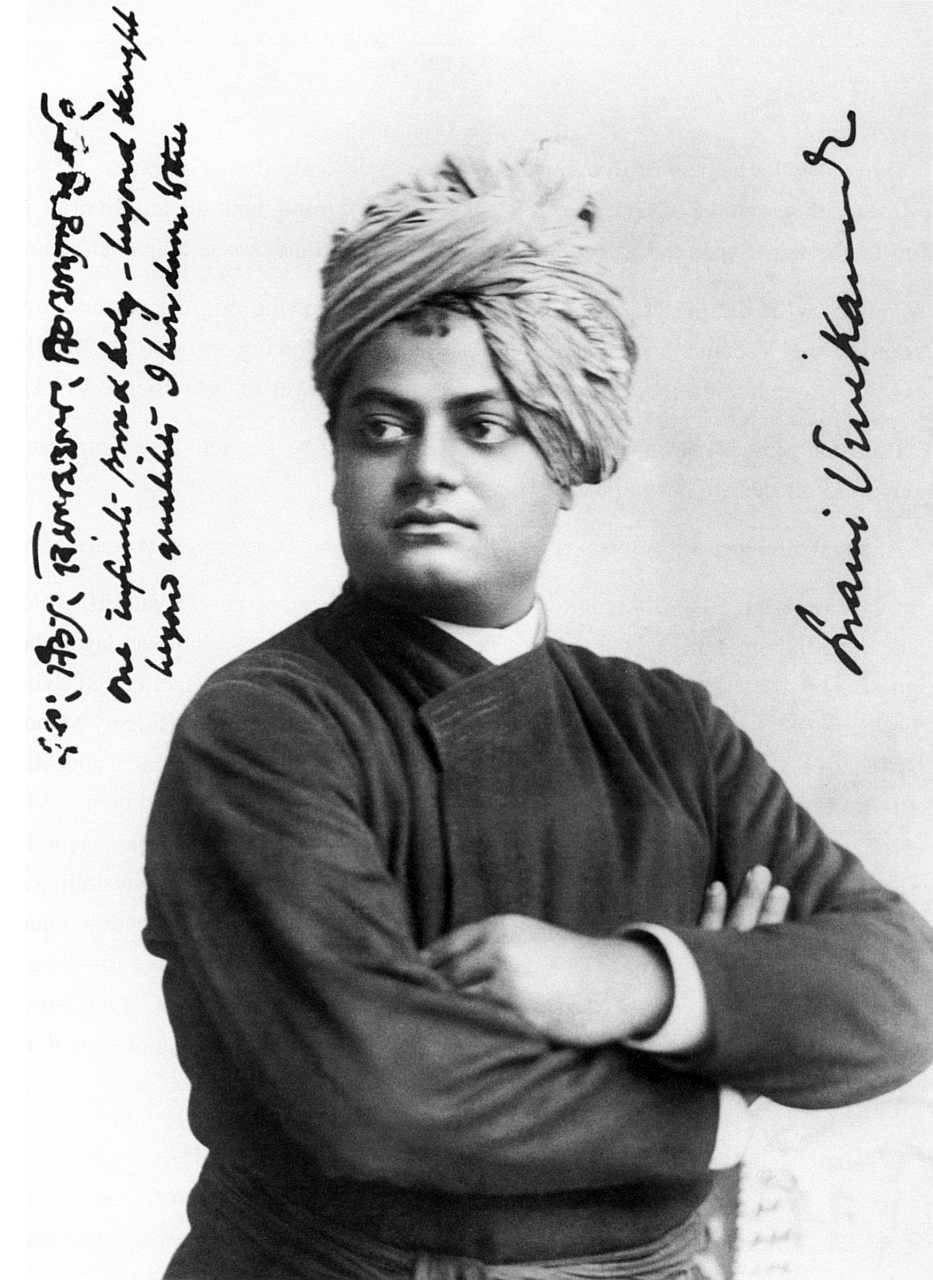
Swami Vivekananda fue la figura principal para introducir el vedanta y el yoga en Europa y en Estados Unidos.

Los hinduistas describen al hinduismo como una única tradición que contiene una naturaleza compleja, orgánica e incoherente. El hinduismo no tiene un sistema unificado de creencias catalogado en una declaración de fe o credo. Es más bien un término que comprende una pluralidad de fenómenos religiosos en la India.
En 2020, la Corte Suprema de la India dio una suerte de definición del hinduismo, en la que lo despega de cualquier intención religiosa o filosófica:

A diferencia de otras religiones en el mundo, la religión hinduista no tiene ningún profeta, ni rinde culto a ningún dios. No es ningún concepto filosófico ni sigue un solo acto de ritos o actuaciones religiosas. De hecho no conforma las características tradicionales de una religión o credo. Es una forma de vida y nada más.
Corte Suprema de la India

Parte del problema para definir el hinduismo es que no tiene un fundador, sino que es la síntesis de varias tradiciones, la ortopraxis brahmánica y las tradiciones populares o locales.
Teísmo tampoco aplica como una doctrina unificadora que defina al hinduismo, porque si algunas doctrinas hinduistas postulan una creencia teística de la creación del universo, otras, sin embargo, son ateas (ya sea es lo filosófico o en sus prácticas rituales).
A pesar de las muchas diferencias en el hinduismo, hay un sentido de unidad. La mayoría de las tradiciones hinduistas veneran la sagrada literatura de los Vedas ―aunque no siguen sus ordenanzas de vida ni sus creencias― si bien hay excepciones. Estos textos son un recordatorio de la herencia cultural y son objeto de orgullo entre los hinduistas.

## Contexto

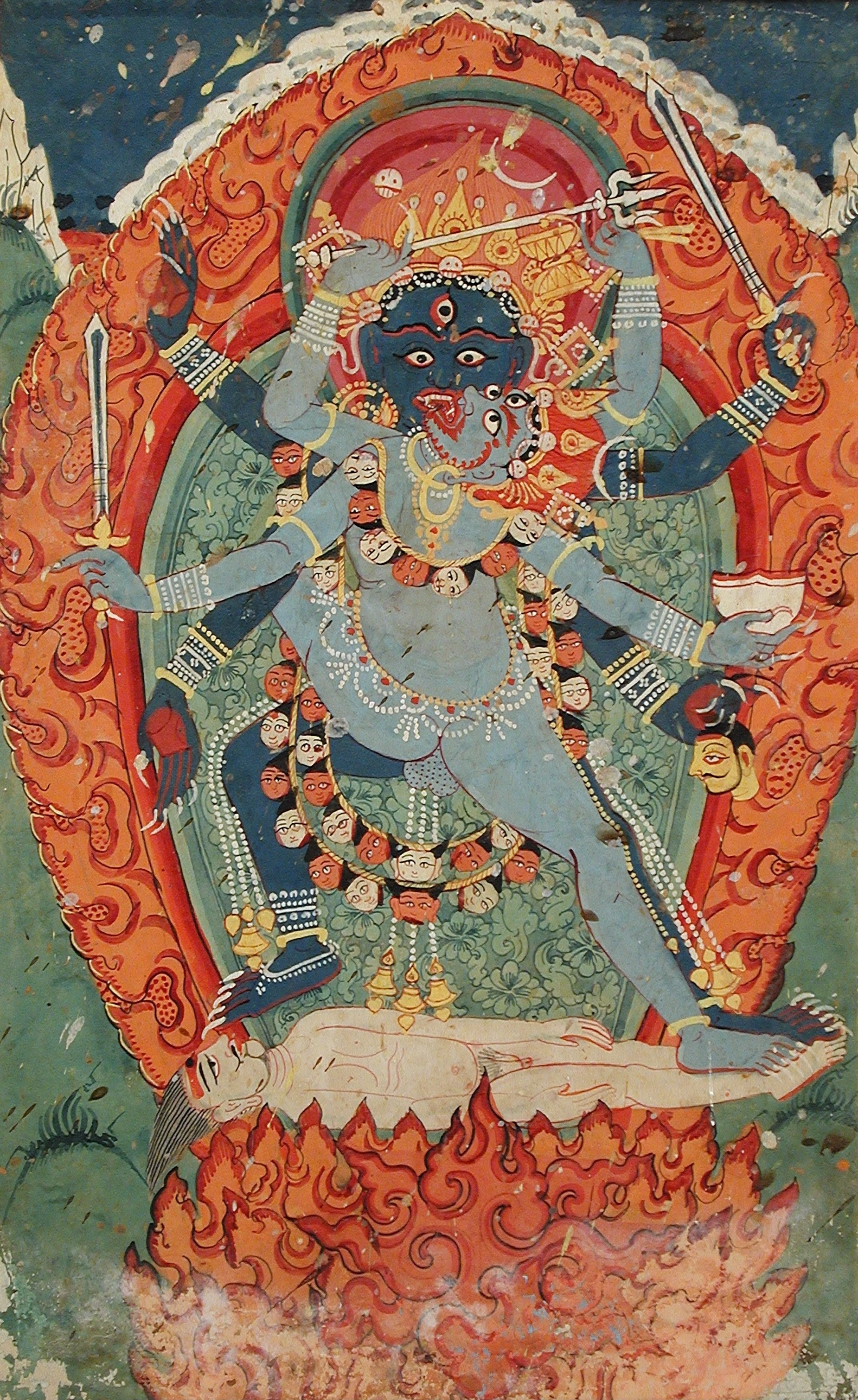
La diosa Kali (Durga) y el dios Bhairava (Shiva) copulando.

El número de hinduistas, dentro y fuera de la India, es de unos 1150 millones de personas (más del 15 % de la humanidad). En la India, los hinduistas son el 80,5 % del total de la población.
Dentro del hinduismo como cultura existen el teísmo, el deísmo, el politeísmo, el panteísmo, el agnosticismo y el ateísmo. Así como un judío de cualquier nacionalidad se siente culturalmente judío (incluso si es ateo), el hindú se siente culturalmente hindú. Un budista hindú se diferencia de otro budista por su cultura.
El hinduismo está estructurado por varias religiones, tan diversas como contrarias en sus formas. Dentro del hinduismo hay ideologías religiosas politeístas, monoteístas, panteístas, ateístas, etc. De igual manera, existe un conjunto de doctrinas que abre un abanico de posibilidades. Pero a pesar de parecer una ideología politeísta, es una neta religión monoteísta, donde cada semidiós del panteón hinduista es la personificación de una de las potencias de un único dios.
El hinduismo carece de una doctrina única. Cada rama de dicha religión sigue la suya propia: los visnuístas adoran al dios Visnú (y creen que Krisná es su avatar); en cambio los krisnaístas adoran solo al dios Krisná y consideran que Visnú es su avatar.
En la doctrina vedanta esa suprema realidad es denominada Brahman, y se considera que es el aspecto original de Dios. Todos los demás dioses y seres del universo son su expresión, por lo que se le considera «principio del universo». Esta visión puede considerarse panteísmo o monoteísmo según el punto de vista.
Los shivaístas creen en un solo dios, Shiva, y niegan la importancia de Brahmá y Visnú. Su visión monista del universo se plasma en los Shiva-sutras. Por otra parte, la doctrina samkhia de Kapilá es una filosofía atea, considerada ortodoxa.
Aunque no existen porcentajes exactos de la adhesión por sub rama, se estima que el vaishnavismo es mayoritario: un 67 % de los hinduistas serían de esta religión, seguido del shivaísmo con un 26 %, el shaktismo con un 3 % y otras tradiciones como el neohinduismo y el modernismo hinduista con un 2 %.

## Religiones dentro del hinduismo

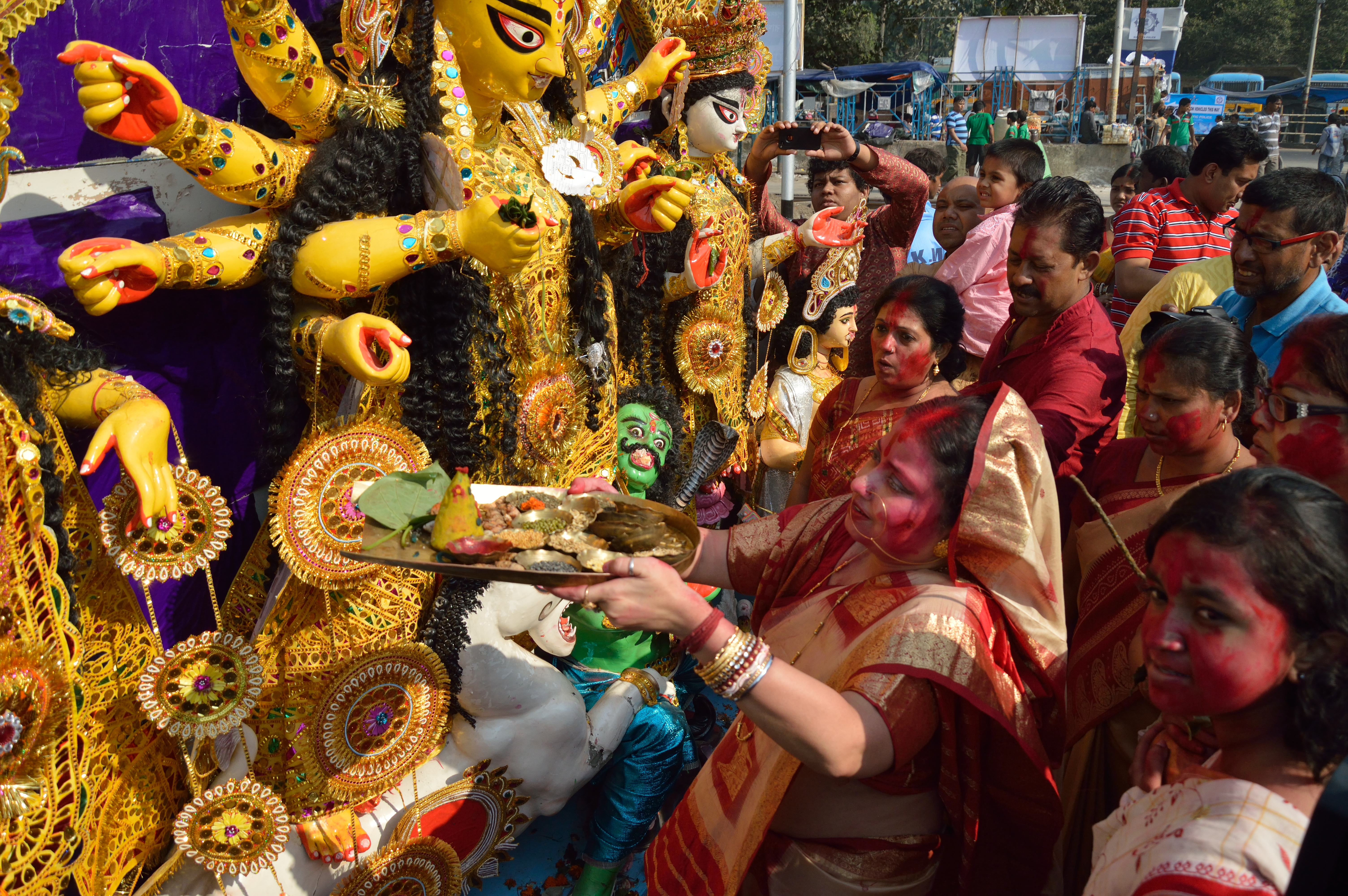
El festival Durgá puya (‘adoración de la diosa Durga’), que se lleva a cabo cada año en el mes de ashwin (entre septiembre y octubre).

El hinduismo, tal y como se conoce, puede subdividirse en varias corrientes. De la división histórica en seis darśanas (‘doctrinas’), dos de estas ―el vedanta y el yoga― son las más prominentes.
Clasificadas por deidad o deidades primarias, las cuatro principales religiones dentro del hinduismo son el shivaísmo (que solo adora al dios Shiva), el visnuismo (que solo adora al dios Visnú), el shaktismo (que solo adora a la diosa Devi) y el smartismo (que adora a uno de seis dioses: Ganesha, Sūria, Visnú, Shiva, Shakti y Kumara como representantes del Dios innombrable). El hinduismo también acepta numerosos seres divinos, y muchos hinduistas consideran que las deidades son aspectos o manifestaciones de un único absoluto impersonal o realidad última o dios, mientras que otros hinduistas sostienen que una deidad específica representa a lo supremo, y varias deidades son manifestaciones inferiores de este supremo. Otras características destacables son la creencia en la existencia del atman (‘alma’), la reencarnación del ātman propio y el karma, así como la creencia en el dharma (deberes, derechos, leyes, conducta, virtudes y forma correcta de vivir), aunque existen variaciones, ya que algunos no siguen estas creencias.
McDaniel (2007) clasifica el hinduismo en seis tipos principales y numerosos tipos secundarios, con el fin de comprender la expresión de las emociones entre los hinduistas.
Según McDaniel, los principales tipos son:
- el hinduismo popular, basado en tradiciones locales y cultos a dioses locales, y que sería el sistema religioso no escrito más antiguo;
- el hinduismo védico, basado en la religión védica (desaparecida hacia el 700 a. C. y que no creía en la reencarnación);[61]
- el hinduismo vedántico, basado en la interpretación advaita vedanta de los Upanishad, que hace hincapié en el conocimiento y la sabiduría;
- el hinduismo yóguico, que sigue el texto de los Yoga sutras de Patañyali y hace hincapié en la meditación;
- el hinduismo dhármico (o moral cotidiana), que, según McDaniel, es estereotipado en algunos libros como «la única forma de religión hinduista que cree en el karma, las vacas y las castas»; y
- el hinduismo devocional, en el que las emociones intensas se incorporan de forma elaborada a la búsqueda de lo espiritual.[62]

Michaels distingue tres religiones hinduistas y cuatro formas de religiosidad hinduista. Las tres religiones hinduistas son el «hinduismo brahmánico-sánscrito», las «religiones populares y tribales» y las «religiones fundadas». Las cuatro formas de religiosidad hinduista son el «karma-marga» clásico, el gñana-marga, el bhakti-marga y el «heroísmo», que hunde sus raíces en tradiciones militaristas. Estas tradiciones militaristas incluyen el ramaísmo (el culto a un héroe de la literatura épica, Rama, creyendo que es una encarnación de Visnú) y partes del hinduismo político. El «heroísmo» también se denomina virya-marga. Según Michaels, uno de cada nueve hinduistas pertenece por nacimiento a una de las dos tipologías de hinduismo brahmánico-sánscrito y religión popular, sea practicante o no. Clasifica a la mayoría de los hinduistas como pertenecientes por elección a una de las «religiones fundadas», como el vaishnavismo o el shaivismo, que se centran en la moksha y a menudo restan importancia a la autoridad sacerdotal brahmánica, aunque incorporan la gramática ritual del hinduismo brahmánico-sánscrito. Incluye entre las «religiones fundadas» al budismo, el jainismo y el sijismo, que ahora son religiones distintas, movimientos sincréticos como Brahmo Samaj y la Sociedad Teosófica, así como diversos «guru-ismos» y nuevos movimientos religiosos como Maharishi Mahesh Yogi e ISKCON.
Inden afirma que el intento de clasificar el hinduismo por tipologías comenzó en la época imperial, cuando misioneros proselitistas y funcionarios coloniales trataron de entender y retratar el hinduismo desde sus intereses. Se interpretó que el hinduismo no emanaba de una razón de espíritu sino de la fantasía y la imaginación creativa, no era conceptual sino simbólico, no era ético sino emotivo, no era racional ni espiritual sino de misticismo cognitivo. Este estereotipo siguió y encajó, afirma Inden, con los imperativos imperiales de la época, proporcionando la justificación moral para el proyecto colonial. Desde el animismo tribal hasta el budismo, todo se subsumió como parte del hinduismo. Los primeros reportes establecieron la tradición y las premisas académicas para la tipología del hinduismo, así como los principales supuestos y presupuestos erróneos que han estado en la base de la indología. El hinduismo, según Inden, no ha sido ni lo que los religiosos imperiales estereotiparon que era, ni es apropiado equiparar el hinduismo a ser el mero panteísmo monista y el idealismo filosófico del advaita vedanta.
- Monoteísmo. Muchos hinduistas creen en un solo dios.[53]
- Politeísmo (creencia en más de un dios). Como varias religiones de la India, profesan el sincretismo.
- Advaita. Monismo absoluto. Defiende la existencia de un solo dios (el absoluto Brahman),[53] que parece muchos dioses debido a la ilusión (el velo de maya).
- Culto con imágenes. Para los hinduistas, Dios puede entrar en una estatua (murti) para permitir su adoración (baño, ofrenda de comida, etc.) como misericordia para facilitar la iniciación del practicante en su camino espiritual, adoptando una forma material que le facilite su entendimiento y amor a Dios.[53] Conforme se avanza, se empieza a percibir a Dios en todo cuanto existe, para al final  no ser necesario ningún murti, llega incluso a sentir o ver a Dios dentro de todo ser creado. Esa forma es Paramatma, la forma que compenetra todo lo existente y hace a Dios su cualidad omnipresente y omnisciente. Por eso, al final, todo cuanto existe es sagrado y se le mira con reverencia y amor.

Dentro del monoteísmo, se puede incluir el visnuismo (que adora al dios Visnú), el krisnaísmo (al dios Krisná), el shivaísmo (al dios Shiva) y el shaktismo (a la diosa Kali), opuestos a la doctrina advaita (donde los jñanis estudian al Brahman impersonal).
Hay prácticas que todos respetan, como reverenciar a los brahmanes (sacerdotes) y a las vacas y no comer la carne de estas. La vaca no es adorada, sino reverenciada al ser considerada una madre, ya que de ellas se extrae la leche, que es la base de la cocina india.
Fuera de esto, no existen preceptos rigurosos acerca de cuándo deben formularse las oraciones y realizarse los ritos, ni una jerarquía eclesiástica.
El hinduismo, tal como se conoce, puede ser subdividido en varias corrientes doctrinales hinduistas. La división histórica consiste en seis darśanas (doctrinas) y las dos escuelas más prominentes, vedanta y yoga.
Clasificado por deidad, las cuatro corrientes o denominaciones hinduistas son el vaisnavismo (dedicado al dios Vishnú), el shivaísmo (dedicado al dios Shiva), el shaktismo (dedicado a la diosa Shakti o Devi) y el smartismo (dedicado a cinco deidades tratadas por igual).
El hinduismo acepta divinidades hinduistas (devas masculinos o devis femeninas), muchos hinduistas consideran estas como manifestaciones o aspectos de la existencia de un único, absoluto, impersonal dios, mientras que otras corrientes mantienen que una deidad específica representa lo supremo y que otras deidades son manifestaciones menores de esa suprema deidad.
Otras características notables son la creencia en la existencia del ātmā (‘alma’), la reencarnación y el karma (la reacción a las actividades pecaminosas y piadosas), así como la obediencia al dharma (la religión, los deberes, las leyes).

## Creencias

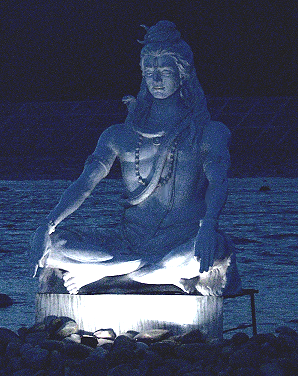
Estatua del dios Shiva en Rishikesh (India).

El hinduismo contiene muy diversas doctrinas pero mantiene raíces comunes: rituales reconocidos, cosmología y peregrinación a lugares sagrados. Los textos hinduistas están clasificados en śruti (‘oído’ directo de los dioses) y smriti (‘recordado’, fruto de la tradición). Estos textos discuten temas tales como teología, mitología hinduista, filosofía india, yoga, rituales del āgama y matemática básica para la construcción de templos y de altares, entre otros. Las principales escrituras incluyen los cuatro Vedas, los Upaniṣads, la Bhagavad-gītā, y las Āgama. Las fuentes de estos textos juegan un papel importante en esta religión, pero hay una fuerte tradición hinduista que cuestiona su autoridad con la finalidad de profundizar en el entendimiento de estos textos y también para desarrollar más las tradiciones.
Temas prominentes en las creencias hinduistas son el karma (acciones y consecuencias de las acciones), el samsāra (la reencarnación o ciclo de nacimientos y muertes), varios tipos de yoga (prácticas para lograr moksha), y los cuatro objetivos del hombre («purusharthas», de púrusha: ‘varón’, y artha: ‘objetivos’):
1. dharma (religión, ética y obligaciones),
2. artha (prosperidad y trabajo),
3. kama (satisfacción de los deseos y las pasiones),
4. mokṣa (salvación espiritual),

Las prácticas hinduistas incluyen rituales como: la recitación de oraciones, la meditación, las ceremonias para momentos importantes en la vida (como el paso a la pubertad), festivales anuales y peregrinaciones ocasionales.
Algunos hinduistas abandonan su vida social y pertenencias materiales para dedicarse a las prácticas monásticas (sanniasin).
El hinduismo prescribe obligaciones morales, tales como la veracidad (satya), abstenerse de hacerle daño a seres vivientes, paciencia, tolerancia, autocontrol y compasión, entre otros.
Las cuatro denominaciones mayores del hinduismo son vaisnavismo, shivaísmo, shaktismo y smartismo.
Una de las partes más importantes del hinduismo es el vegetarianismo, que se basa en la creencia de ahimsa.
En el hinduismo hay diversidad de creencias, pero los hinduistas creen que detrás del universo visible (maya) ―al que atribuyen ciclos sucesivos de creación y destrucción― está el principio que sostiene el universo: Brahman, eso absoluto que ―considerado a través del velo de māyā (la ilusión)― es Dios (Īśvara). Abandonar el ciclo de rencarnaciones (samsāra) y retornar al principio divino, constituye el mayor de todos los logros.
Este dios puede ser considerado personal o impersonal. La adoración personal constituye el bhakti (la devoción), y la adoración impersonal implica gñana (la sabiduría).
En la corriente hinduista impersonal, Dios es denominado Brahman. Todos los demás seres son su expresión, por lo que se le considera el principio del universo. Esta visión puede ser llamada monismo. Hay que diferenciar que el Brahman impersonal es el aspecto no personificado de Dios, y es distinto de Brahmá, quien es el creador de este universo, pero no el «dios único». Brahmá es un alma encarnada muy elevada que ocupa de modo temporal ese puesto dentro del mundo material, pero que puede caer de su lugar y ser reemplazado por otra alma. Según la complejidad de cada universo, el Brahmá creador puede tener distinto número de cabezas, hasta mil.
Una de las características principales del hinduismo es el variado concepto acerca de ishta devata ([cualquier] deidad adorable). Reconoce que cualquier persona puede tener una concepción personal de la divinidad, igual de respetable, ya que Dios puede tener todas las formas, y al final las trasciende. De ahí la infinitud de representaciones de la divinidad. Pero al final Dios es uno, aunque sus manifestaciones sean infinitas.
En textos occidentales llegó a hacerse popular la tríada hinduista, llamada Trimurti (‘tres formas [de Dios]’: los dioses masculinos Brahmā, Viṣṇu y Śiva), pero en general nadie adora a esa tríada. Muchos hinduistas adoran a la diosa Durgá (conocida por uno de sus aspectos como Kali), pero también a un gran número de otros dioses, incluidos dioses locales.

## Textos sagrados

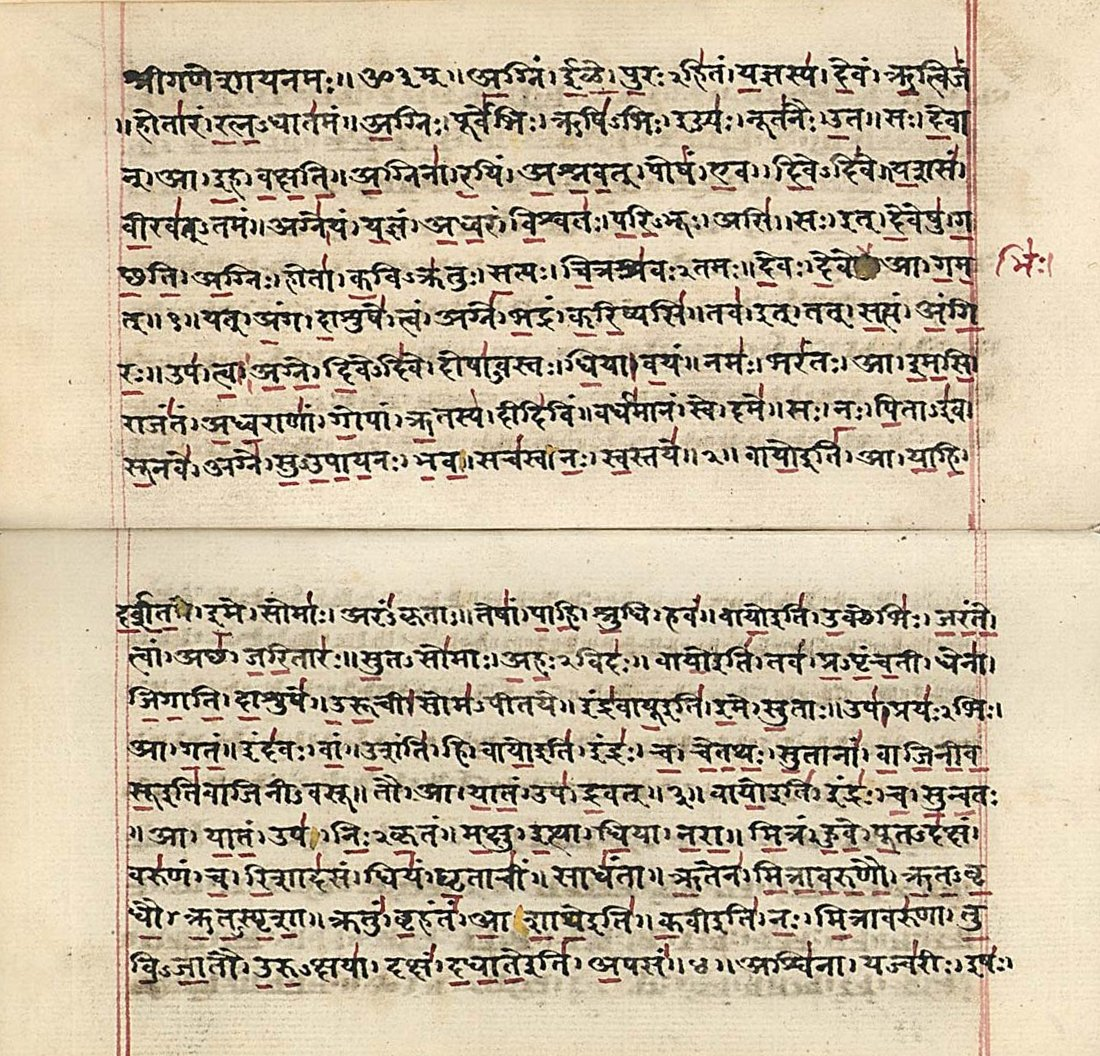
Ejemplar del Rig-veda (el texto más antiguo de la literatura india, de mediados del II milenio a. C.), escrito en sánscrito.

Los hinduistas aceptan varias escrituras sagradas, que abarcan gran cantidad de textos antiguos.

### Shruti
Hay un grupo de textos que se consideran «revelados» (en sánscrito shruti: ‘escuchado[s]’), y que no pueden ser interpretados, sino seguidos al pie de la letra:
- Los cuatro Vedas:
  - Rig-veda, el texto más antiguo de la literatura de la India, escrito en una forma arcaica del sánscrito, posiblemente después del siglo XV a. C.
  - Yajur-veda, el libro de los sacrificios. La mayor parte de sus textos provienen del Rig-veda.
  - Sama-veda contiene himnos. La mayor parte de sus textos provienen del Rig-veda.
  - Atharva-veda, el libro de los rituales, un agregado varios siglos posterior, sin relación alguna con el Rig-veda.
- Las Upanishad, meditaciones místico-filosóficas escritas a lo largo de varios siglos, desde el 600 a. C.

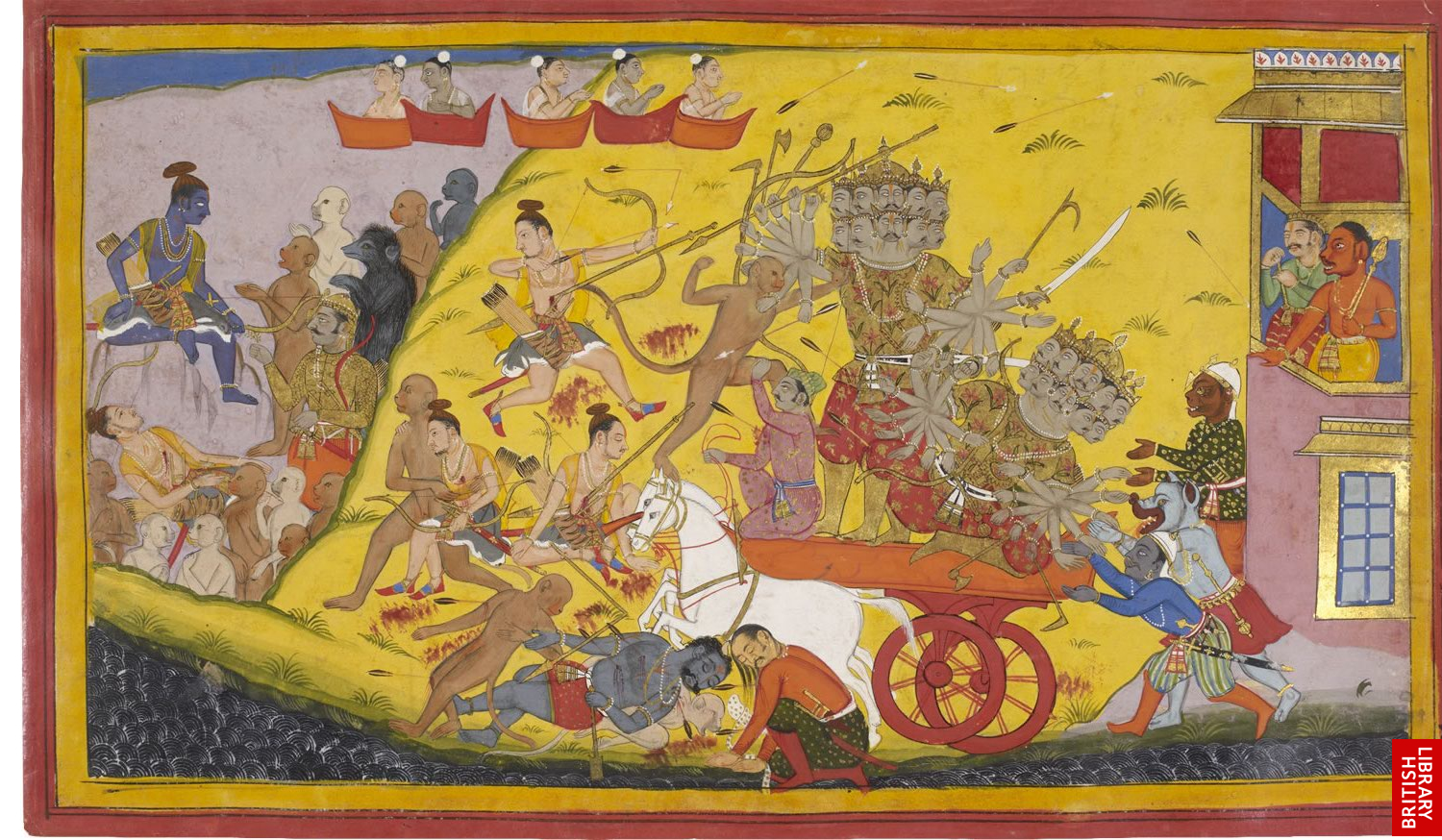
El Ramaiana

### Smriti
Otros textos sagrados son los smriti (‘lo recordado’, la tradición):
- El texto épico Mahabhárata (siglo III a. C.), que incluye el texto religioso Bhagavad-guita.
- El Ramaiana (siglo III a. C.), la épica historia del rey-dios Rama.
- Los 18 Puranas (‘historias’) principales (siglo III a. C. hasta siglo XI d. C.), y decenas de pequeños Upa-puranas.
- Los textos antiguos sobre áiur-veda (herboristería y medicina tradicional hinduista).[68]

El hinduismo actual se conforma a partir del siglo III a. C., combinando doctrinas budistas con creencias brahmánicas (de castas) y dravídicas.

## Controversias

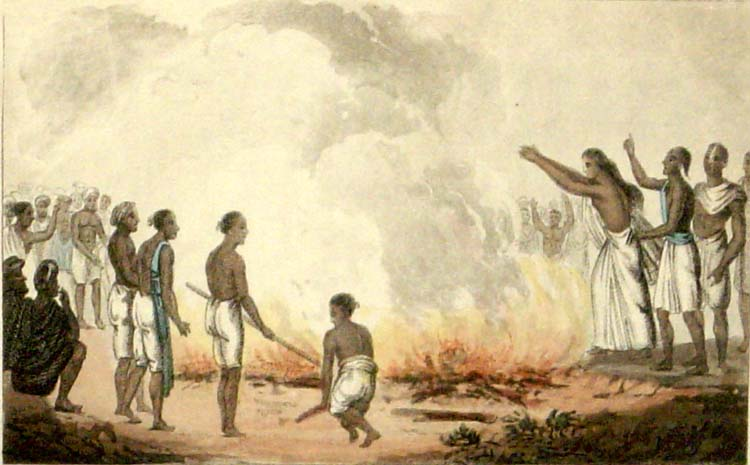
Ritual satí: una viuda hinduista se arroja a la pira con el cadáver de su marido, 1820 aprox.

Existen varias controversias sobre el uso del hinduismo para fines políticos. El Consejo Mundial Hinduista es un ejemplo del hinduismo sindicado, cuyo propósito es eliminar las legislaciones de los musulmanes y de otras minorías en la India. Una de las metas del Consejo Mundial Hinduista ha sido unificar todos los credos del hinduismo para crear un distrito electoral para los hinduistas. Esta tarea ha sido imposible para el partido, ya que esta religión no tiene un único texto sagrado unificador (se ha tratado de utilizar el Bhagavad-gītā), ni un único maestro, ni un único centro. También se ha visto imposibilitada gracias a que India obtuvo su independencia de Inglaterra en 1947, un período corto para tener un sentido unificador nacionalista. Se han hecho intentos de llevar un gobierno secular en la India, pero incluso elegir una lengua oficial ha sido un caos. La más hablada deriva del sánscrito, y el español o el inglés se ven como símbolos de cristianismo. Mahatma Gandhi fue un activista que promovía el hinduismo como religión nacional, pero apoyaba la aceptación y la tolerancia de otras religiones en la India. En 1948, un fundamentalista hinduista asesinó a Gandhi.
La proliferación de armas nucleares en India está relacionada con los políticos, no con el hinduismo, aunque estos hayan usado términos religiosos para referirse a ellas.[cita requerida] El 18 de mayo de 1974, el Gobierno hizo detonar la primera bomba atómica india, denominada «Buda Sonriente», en un pozo de 110 metros, en el sitio de pruebas nucleares de la India, a unos 25 km al noroeste de Pokhrán (de 19 000 habitantes), en el desierto de Thar. Ya en esa ocasión, los políticos utilizaron una palabra religiosa para referirse a la bomba. El 11 de mayo de 1998, el Gobierno hizo explotar cinco bombas atómicas más en Pokhran (India).
Aunque algunos políticos usaran el simbolismo hinduista para justificar dicha explosión, ajimsa (no violencia) es uno de los principios básicos del hinduismo. Esto no impide que haya dioses como Shiva, que lleva un tridente con el que asesina a sus enemigos, y cíclicamente destruye el universo completo con todos sus seres vivos; o como Visnú, que sostiene un disco arrojadizo para decapitar a los enemigos del dharma (religión). El concepto de karma deja claro que la violencia que ejerce la persona le será devuelta en la siguiente reencarnación.
Otro objeto de controversia en el hinduismo es la posición desventajosa de la mujer. En el hinduismo la mujer es de ritual inferior. En el censo de 2011 de India, por cada 100 mujeres hay 109 varones. Una de las razones que explica este fenómeno es que las mujeres abortan los fetos de sexo femenino. En las familias hinduistas, las hijas son indeseadas, ya que para casarlas el padre debe pagar una dote, y muchas veces este pago empobrece a la familia. Sin embargo esto es más una tradición cultural de la India que una sanción religiosa del hinduismo, igual que la ablación genital de mujeres en África no está prescrita ni por el islamismo ni por el cristianismo.

## Véase también

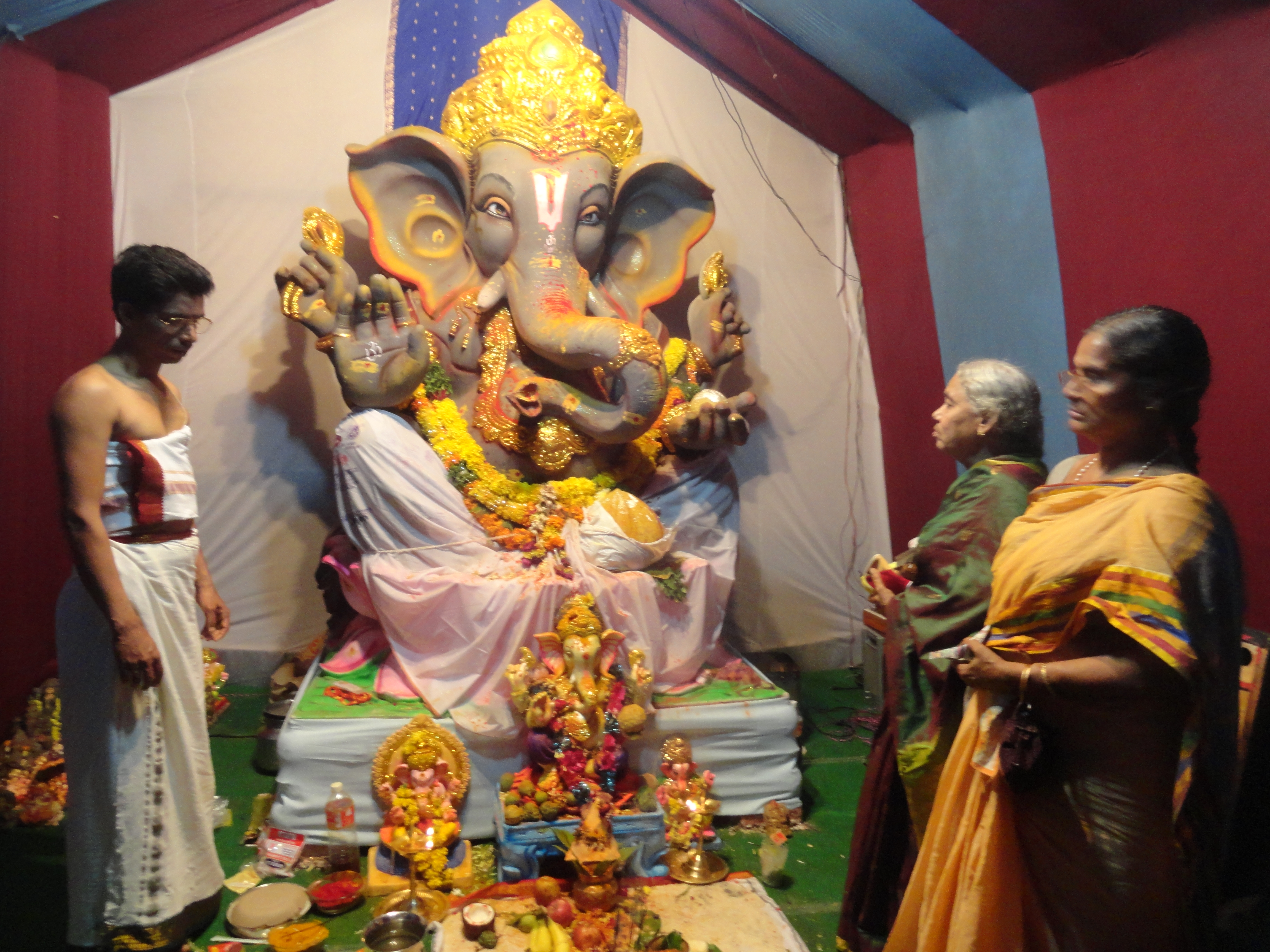
Hinduistas adorando al dios Ganesh.